# Cupa României 1973-1974
Ediția 1973-1974 a fost a 36-a ediție a Cupei României la fotbal. A fost câștigată de Jiul Petroșani, care a învins-o în finală pe Politehnica Timișoara cu scorul de 4-2. Câștigătoarea ediției anterioare, Chimia Râmnicu Vâlcea, a fost eliminată în semifinale de Jiul Petroșani.

## Desfășurare
Toate meciurile, exceptând finala (care a avut loc în București) s-au jucat pe teren neutru. În șaisprezecimi au participat 32 de echipe, din care făceau parte și cele din Divizia A. Dacă după 90 de minute scorul era egal se jucau două reprize de prelungiri a câte 15 minute. Dacă după prelungiri scorul era tot egal, soarta calificării se decidea la loviturile de departajare. 

## Șaisprezecimi
Meciurile au avut loc pe 21 noiembrie 1973.
| FCM Reșița            | 2–1    | Politehnica Iași      | București      |
| UTA Arad              | 1–0    | U Craiova             | București      |
| Gloria Buzău          | 1–2    | ASA Tîrgu Mureș       | București      |
| Delta Tulcea          | 2–0    | Electroputere Craiova | București      |
| F.C. Baia Mare        | 1–0    | Gloria Bistrița       | Câmpia Turzii  |
| Rapid București       | 03–40p | Chimia R Vâlcea       | Craiova        |
| CSM Oltenița⁠(d)       | 1–0    | Dinamo București      | Giurgiu        |
| Sportul Studențesc    | 5–0    | Dacia Orăștie         | Mediaș         |
| Universitatea Cluj    | 6–0    | Stăruința Aleșd       | Oradea         |
| SC Bacău              | 03–20p | Steagul Roșu Brașov   | Piatra Neamț   |
| Argeș Pitești         | 4–2    | CFR Cluj              | Pitești        |
| Petrolul Ploiești     | 2–0    | Pașcani               | Ploiești       |
| Poli Timișoara        | 3–2    | Farul                 | Râmnicu Vâlcea |
| Jiul Petroșani        | 2–1    | Partizanul Bacău      | Sibiu          |
| Oltul Sfântu Gheorghe | 1–0    | Știința Petroșani     | Sighișoara     |
| Steaua București      | 3–0    | CSM Câmpina           | Târgoviște     |

## Optimi
Meciurile au avut loc pe 5 decembrie 1973
| Chimia R Vâlcea    | 1–0 | Argeș Pitești         | București     |
| Jiul Petroșani     | 4–2 | Petrolul Ploiești     | București     |
| Poli Timișoara     | 3–1 | FCM Reșița            | Deva          |
| Delta Tulcea       | 3–0 | CSM Oltenița⁠(d)       | Fetești       |
| Steaua București   | 3–1 | SC Bacău              | Galați        |
| Universitatea Cluj | 1–0 | Oltul Sfântu Gheorghe | Mediaș        |
| ASA Tîrgu Mureș    | 2–1 | F.C. Baia Mare        | Târgu Mureș   |
| UTA Arad           | 2–1 | Sportul Studențesc    | Turnu Severin |

## Sferturi
Meciurile au avut loc pe 15 mai 1974.
| Jiul Petroșani   | 1–0    | ASA Tîrgu Mureș    | București |
| Poli Timișoara   | 1–0    | Delta Tulcea       | București |
| Chimia R Vâlcea  | 05–40p | Universitatea Cluj | Hunedoara |
| Steaua București | 3–1    | UTA Arad           | Ploiești  |

## Semifinale
Meciurile au avut loc pe 22 mai 1974.
| Jiul Petroșani | 1–0 | Chimia R Vâlcea  | București |
| Poli Timișoara | 3–1 | Steaua București | Sibiu     |

## Finala
| Jiul Petroșani                                   | 4–2 | Poli Timișoara        |
| ------------------------------------------------ | --- | --------------------- |
| Mulțescu 32' Rozsnyai 34' Mulțescu 47' Suciu 77' |     | Surdan 36' Bungău 86' |

| JIUL PETROȘANI: |                   |
|                 |                   |
| P               | Gabriel Ion       |
| F               | Ion Nițu          |
| F               | Gogu Tonca        |
| F               | Andrei Stocker    |
| F               | Adrian Dodu       |
| M               | Alexandru Nagy    |
| M               | Petre Libardi     |
| M               | Arpad Suciu       |
| M               | Gheorghe Mulțescu |
| A               | Adalbert Rozsnyai |
| A               | Mihai Stoichiță   |
| Antrenor:       |                   |
| Traian Ivănescu |                   |

| POLITEHNICA TIMIȘOARA: |                     |  |     |
|                        |                     |  |     |
| P                      | Mihai Jivan         |  |     |
| F                      | Florin Mioc         |  |     |
| F                      | Dan Păltinișanu     |  |     |
| F                      | Petre Arnăutu       |  |     |
| F                      | Ion Maier           |  |     |
| M                      | Simion Surdan       |  |     |
| M                      | Petre Mehedințu     |  |     |
| M                      | Dan Lața            |  |     |
| M                      | Marin Dașcu 59'     |  |     |
| A                      | Marin Bojin         |  |     |
| A                      | Zoltan Kovalcic 46' |  |     |
| Schimbări:             |                     |  |     |
| P                      | Ionel Bungău        |  | 46' |
| F                      | Lazăr Pârvu         |  | 59' |
| Antrenor:              |                     |  |     |
| Ion Ionescu            |                     |  |     |